# Mid Sussex
Mid Sussex is een Engels district in het shire-graafschap (non-metropolitan county OF county) West Sussex en telt 150.000 inwoners. De oppervlakte bedraagt 334 km².
Van de bevolking is 16,6% ouder dan 65 jaar. De werkloosheid bedraagt 1,6% van de beroepsbevolking (cijfers volkstelling 2001).

## Plaatsen in district Mid Sussex
- Pease Pottage

## Civil parishesin district Mid Sussex
Albourne, Ansty and Staplefield, Ardingly, Ashurst Wood, Balcombe, Bolney, Burgess Hill, Cuckfield, East Grinstead, Fulking, 
Hassocks, Haywards Heath, Horsted Keynes, Hurstpierpoint and Sayers Common, Lindfield, Lindfield Rural, Newtimber, Poynings, Pyecombe, Slaugham, Turners Hill, Twineham, West Hoathly, Worth.